# Alfred Zeidler (Politiker, 1913)
Alfred Zeidler (* 18. August 1913 in Palendzie; † unbekannt) war ein deutscher Ingenieur und Politiker der DDR (LDPD). 

## Leben
Zeidler stammte aus dem Kreis Posen und war der Sohn eines Schmiedes. Nach dem Besuch der Volksschule nahm er zunächst eine Lehre zum Kraftfahrzeugschlosser und dann eine kaufmännische Lehre auf. Danach ging er an die Ingenieur-Akademie in Stuttgart, wo er den Abschluss eines Kfz-Ingenieurs erlangte. In diesem Beruf war er fortan tätig. Nach dem Zweiten Weltkrieg ließ er sich in der  vogtländischen Stadt Plauen nieder, wo er technischer Inspektor des dortigen Rates der Stadt wurde. Von 1960 bis 1979 leitete er die Industrie- und Handelskammer in Rostock.

## Politik
Zeidler trat der in der Sowjetischen Besatzungszone neugegründeten LDPD bei und war von 1952 bis 1960 Mitglied des Zentralvorstandes. Von 1954 bis 1959 war er gleichzeitig auch Vorsitzender des LDPD-Bezirksvorstandes Frankfurt (Oder). Von 1963 bis 1971 gehörte er dem Bezirkstag von Rostock an, außerdem war er bis 1982 Mitglied der Bezirksrevisionskommission.
In der Wahlperiode von 1954 bis 1958 rückte er am 22. Mai 1957 für den verstorbenen Abgeordneten Berthold Göcks als Mitglied der LDPD-Fraktion in der Volkskammer der DDR nach.